# Depew (New York)
Depew falu az Amerikai Egyesült Államok New York államában, Erie megyében Lakosainak száma 15 178 fő (2020. április 1.).

## Népesség
| 2010 | 15 303 |
| 2020 | 15 178 |